# أندرياس لامبرت
أندرياس لامبرت (28 فبراير 1981 في الدنمارك - ) هو لاعب كريكت دانمركي. شارك مع منتخب الدنمارك الوطني للكريكت.

## وصلات خارجية
- أندرياس لامبرت على موقع إي آس بي آن كريك إنفو (الإنجليزية)